# María Bonet
María Bonet (Reus, Tarragona, 1 de mayo de 1985) es una actriz y modelo española.

## Biografía
Nace y se cría en la provincia de Tarragona, Cataluña, España.

### Primeros años
De niña, con 8 años fue la protagonista de la obra de teatro del colegio y no olvida “ni el vestido ni los nervios”. Desde pequeña soñaba con ser actriz y ensayaba frente al espejo. María le decía a su madre que quería ser actriz, y lo ha conseguido. Debutó siendo Blancanieves en una obra de teatro del cole.
Inició a los 10 años su incursión en el teatro, primero como amateur y luego como profesional. A los 18 años se trasladó a Barcelona, donde inició su carrera profesional como modelo que le ha llevado a desfilar en las ciudades de Milán y Nueva York.

### Vida artística
En el ámbito publicitario, ha intervenido en los spots de La Casera, Telefónica y Repsol -en este último junto al piloto italiano de moto GP Max Biaggi-. En televisión, ha participado en varios capítulos de la serie de TV3 Temps de silenci. No obstante, su consagración en la pequeña pantalla llegó de la mano de su papel de Helena, en una de las series más importantes de la década de 2000 en España; Los Serrano de Telecinco.
En febrero de 2006, fue portada de la revista FHM.
Actualmente ha abandonado el mundo de la interpretación y es directora de cuentas de la agencia de publicidad Leo Burnett en Chicago 

## Filmografía

### Series de televisión
| Año       | Título              | Personaje     | Canal     | Notas            |
| --------- | ------------------- | ------------- | --------- | ---------------- |
| 2001-2002 | Temps de silenci    | Neus          | TV3       | Varios episodios |
| 2005-2006 | Los Serrano         | Helena Rivera | Telecinco | 26 episodios     |
| 2007      | Quart               | Teresa        | Antena 3  | 1 episodio       |
| 2009      | Los hombres de Paco | Laura         | Antena 3  | 1 episodio       |

### Películas
| Año  | Título              | Personaje | Notas        |
| ---- | ------------------- | --------- | ------------ |
| 2006 | Conjuntos disjuntos | Eva       | Cortometraje |